# Lisbeth Holmberg-Thor
Lisbeth Gunilla Holmberg-Thor, född Holmberg 29 november 1941, är en svensk illustratör.
Holmberg-Thor har sedan mitten av  1960-talet varit verksam som illustratör av främst barnböcker och läromedel. Hon har blivit uppmärksammad för sina bilder till Gösta Knutssons  tre böcker om Nalle Lufs (1966) till bilderboksutgåvan av samme författares böcker om Pelle Svanslös (1970–1974). Hon har bland gjort bilder till Katarina Taikons böcker om Katitzi.